# Liste des comtesses et duchesses de Cornouailles
Le titre de duchesse de Cornouailles est un titre de courtoisie porté par l'épouse du duc de Cornouailles. Le duché de Cornouailles est détenu par le fils aîné et héritier du monarque britannique. La duchesse actuelle est Catherine Middleton, épouse du prince William de Galles.

## Histoire
Les seules femmes connues sous le titre unique de duchesse de Cornouailles sont Mary de Teck, qui l'utilise de janvier à novembre 1901, et Camilla Shand à partir de son mariage avec le prince Charles en 2005. Elle n'utilise pas le titre de princesse de Galles, associé par l'opinion publique à la première épouse de son mari, Diana Spencer.

## Comtesses de Cornouailles

### Maison de Mortain (1072-1140)
| Nom (dates)                                   | Epoux                                                                               | Titres                                                                               | Eléments biographiques |
| --------------------------------------------- | ----------------------------------------------------------------------------------- | ------------------------------------------------------------------------------------ | --- |
| Mathilde de Montgommery (après 1039-1085)     | - Robert de Mortain (mariage avant 1058)                                            | - Comtesse de Mortain (?-1185) - Comtesse de Cornouailles (1172-1185)                | - Princesse de la Famille de Montgommery. Fille de Roger II de Montgommery et de Mabile de Bellême. - Mère de Guillaume de Mortain.    |
| Almodis de Toulouse (avant 1053 - après 1132) | - Pierre Ier de Melgueil (mariage en 1066) - Robert de Mortain (mariage avant 1088) | - Comtesse de Melgueil (1066-1086) - Comtesse de Mortain et de Cornouailles (?-1090) | - Princesse peut-être issue de la Maison de Toulouse. Fille de Pons de Toulouse et d'Almodis de la Marche. - Mère de Pons de Melgueil. |

### Maison de Rennes (1140-1141)
| Nom (dates)                    | Epoux                                                                     | Titres | Eléments biographiques |
| ------------------------------ | ------------------------------------------------------------------------- | --- | --- |
| Berthe de Bretagne (1114-1156) | - Alain le Noir (mariage en 1138) - Eudon II de Porhoët (mariage en 1146) | - Comtesse de Richmond (1138 - 15 septembre 1146) - Comtesse de Cornouailles (1140-1141) - Vicomtesse de Porhoët (1146-1156) - Duchesse de Bretagne (de plein droit, 17 septembre 1148 - 1156) | - Princesse de la Maison de Cornouaille. Fille de Conan III de Bretagne et de Mathilde FitzRoy. - Mère de Conan IV de Bretagne et de Constance de Penthièvre. |

### Maison de Normandie (1141-1175)
| Nom (dates)          | Epoux                                        | Titres                              | Eléments biographiques            |
| -------------------- | -------------------------------------------- | ----------------------------------- | --------------------------------- |
| Béatrice FitzRichard | - Réginald de Dunstanville (mariage en 1140) | - Comtesse de Cornouailles (1141-?) | - Fille de Guillaume FitzRichard. |

### Maison Plantagenêt (1189-1199, 1225-1300)
| Portrait | Nom (dates)                                             | Epoux | Titres | Eléments biographiques |
| -------- | ------------------------------------------------------- | --- | --- | --- |
|          | Isabelle de Gloucester (? - 14 octobre 1217)            | - Jean sans Terre (mariage le 29 août 1189) - Geoffrey de Mandeville (mariage le 20 janvier 1214) - Hubert de Burgh (mariage en septembre 1217) | - Comtesse de Gloucester (de plein droit, 1189-1199, 1213-1214) - Comtesse de Cornouailles (29 août 1189 - 1199) - Comtesse d'Essex (20 janvier 1214 - 23 février 1216) | - Princesse de la Maison de Normandie. Fille de Guillaume fitz Robert et de Hawise de Beaumont.                                                                     |
|          | Isabelle le Maréchal (9 octobre 1200 - 17 janvier 1240) | - Gilbert de Clare (mariage le 9 octobre 1217) - Richard de Cornouailles (mariage le 30 mars 1231)                                              | - Comtesse de Hertford et de Gloucester (8 novembre 1217 - 25 octobre 1230) - Comtesse de Cornouailles (30 mars 1231 - 17 janvier 1240)                                 | - Princesse de la Famille le Maréchal. Fille de Guillaume le Maréchal et d'Isabelle de Clare. - Mère de Richard de Clare, d'Isabelle de Clare et d'Henri d'Almayne. |
|          | Sancie de Provence (1225/28 - 9 novembre 1261)          | - Richard de Cornouailles (mariage le 23 novembre 1243)                                                                                         | - Comtesse de Cornouailles (23 novembre 1243 - 9 novembre 1261) - Reine des Romains (13 janvier 1257 - 9 novembre 1261)                                                 | - Princesse de la Maison de Barcelone. Fille de Raimond-Bérenger V de Provence et de Béatrice de Savoie. - Mère d'Edmond de Cornouailles.                           |
|          | Béatrice de Falkenbourg (1254 - 17 octobre 1277)        | - Richard de Cornouailles (mariage le 16 juin 1269)                                                                                             | - Reine des Romains et comtesse de Cornouailles (16 juin 1269 - 2 avril 1272)                                                                                           | - Princesse de la Maison de Falkenbourg. Fille de Thierry II de Valkenburg et de Berta de Limbourg.                                                                 |
|          | Marguerite de Clare (1250-1312)                         | - Edmond de Cornouailles (mariage le 6 octobre 1272)                                                                                            | - Comtesse de Cornouailles (6 octobre 1272 - février 1293) | - Princesse de la Famille de Clare. Fille de Richard de Clare et de Mahaut de Lacy.                                                                                 |

### Famille Gaveston (1307-1312)
| Npm (dates)                                          | Epoux                                                                                   | Titres | Eléments biographiques |
| ---------------------------------------------------- | --------------------------------------------------------------------------------------- | --- | --- |
| Marguerite de Clare (12 octobre 1293 - 9 avril 1342) | - Pierre Gaveston (mariage le 2 novembre 1307) - Hugh Audley (mariage le 28 avril 1317) | - Comtesse de Cornouailles (2 novembre 1307 - 19 juin 1312) - Dame de Tonbridge (de plein droit, 15 novembre 1317 - 8 avril 1342) - Baronne Audley (20 novembre 1317 - 9 avril 1342) - Comtesse de Gloucester (16 mars 1337 - 9 avril 1342) | - Princesse de la Famille de Clare. Fille de Gilbert de Clare et de Jeanne d'Angleterre. - Mère de Jeanne Gaveston et de Marguerite Audley. |

## Duchesses de Cornouailles

### Maison Plantagenêt (1337-1485)

#### Branche directe (1337-1399)
| Portrait | Nom (dates)                                         | Époux | Titres | Eléments biographiques |
| -------- | --------------------------------------------------- | --- | --- | --- |
|          | Jeanne de Kent (29 septembre 1326/27 - 7 août 1385) | - Thomas Holland (mariage en 1340, déclaré légal en 1349) - William Montagu (mariage en 1341, annulé en 1349) - Édouard de Woodstock (mariage le 10 octobre 1361) | - Reine de Man, comtesse de Salisbury et baronne Montagu (30 janvier 1344 - 13 novembre 1349) - Comtesse de Kent et baronne Wake de Liddell (de plein droit, 26 décembre 1352 - 7 août 1385) - Baronne Holland (1353-1360) - Princesse de Galles et comtesse de Chester, duchesse de Cornouailles (10 octobre 1361 - 8 juin 1376) - Princesse d'Aquitaine (19 juillet 1362 - 6 octobre 1372) | - Princesse de la Maison Plantagenêt. Fille d'Edmond de Woodstock et de Marguerite Wake. - Mère de Thomas Holland, de Jeanne Holland, de Jean Holland, d'Édouard d'Angoulême et de Richard II d'Angleterre. |

#### Maison de Lancastre (1399-1461, 1470-1471)
| Portrait | Nom (dates)                                | Époux | Titres | Eléments biographiques                                                                                             | Armoiries |
| -------- | ------------------------------------------ | --- | --- | --- | --------- |
|          | Anne Neville (11 juin 1456 - 16 mars 1485) | - Édouard de Westminster (mariage le 13 décembre 1470) - Richard III d'Angleterre (mariage le 12 juillet 1472) | - Princesse de Galles et comtesse de Chester, duchesse de Cornouailles (13 décembre 1470 - 4 mai 1471) - Duchesse de Gloucester (12 juillet 1472 - 26 juin 1483) - Reine d'Angleterre (26 juin 1483 - 16 mars 1485) | - Princesse de la Famille Neville. Fille de Richard Neville et d'Anne de Beauchamp. - Mère d'Édouard de Middleham. |           |

### Maison Tudor (1485-1603)
| Portrait | Nom (dates)                                            | Époux                                                                                            | Titres | Eléments biographiques | Armoiries |
| -------- | ------------------------------------------------------ | ------------------------------------------------------------------------------------------------ | --- | --- | --------- |
|          | Catherine d'Aragon (16 décembre 1485 - 7 janvier 1536) | - Arthur Tudor (mariage le 14 novembre 1501) - Henri VIII d'Angleterre (mariage le 11 juin 1509) | - Princesse de Galles et comtesse de Chester, duchesse de Cornouailles (14 novembre 1501 - 2 avril 1502) - Reine d'Angleterre (11 juin 1509 - 23 mai 1533) | - Princesse de la Maison de Trastamare. Fille de Ferdinand II d'Aragon et d'Isabelle Ire de Castille. - Mère d'Henri Tudor et de Marie Ire d'Angleterre. |           |

### Maison de Hanovre (1714-1841)
| Portrait | Nom (dates)                                                          | Époux                                                    | Titres | Eléments biographiques | Armoiries |
| -------- | -------------------------------------------------------------------- | -------------------------------------------------------- | --- | --- | --------- |
|          | Caroline d'Ansbach (1er mars 1683 - 20 novembre 1737)                | - George II de Grande-Bretagne (mariage le 22 août 1705) | - Duchesse et marquise de Cambridge, comtesse de Milford Haven, vicomtesse Northallerton et baronne de Tewkesbury (20 novembre 1706 - 22 juin 1727) - Duchesse de Cornouailles et de Rothesay (1er août 1714 - 22 juin 1727) - Princesse de Galles et comtesse de Chester (27 septembre 1714 - 22 juin 1727) - Reine de Grande-Bretagne et d'Irlande, électrice de Hanovre (22 juin 1727 - 20 novembre 1737) | - Princesse de la Maison de Hohenzollern. Fille de Jean-Frédéric de Brandebourg-Ansbach et d'Éléonore-Erdmuthe de Saxe-Eisenach. - Mère de Frédéric de Galles, d'Anne de Hanovre, d'Amélie de Grande-Bretagne, de Caroline de Grande-Bretagne, de William-Augustus de Cumberland, de Marie de Grande-Bretagne et de Louise de Grande-Bretagne. |           |
|          | Augusta de Saxe-Gotha-Altenbourg (30 novembre 1719 - 8 février 1772) | - Frédéric de Galles (mariage le 27 avril 1736)          | - Princesse de Galles et comtesse de Chester, duchesse de Cornouailles, de Rothesay et d'Édimbourg (27 avril 1736 - 31 mars 1751) | - Princesse de la Maison de Saxe-Gotha-Altenbourg. Fille de Frédéric II de Saxe-Gotha-Altenbourg et de Madeleine-Augusta d'Anhalt-Zerbst. - Mère d'Augusta-Charlotte de Hanovre, de George III du Royaume-Uni, d'Édouard-Auguste de Grande-Bretagne, d'Élisabeth de Grande-Bretagne, de William Henry de Grande-Bretagne, d'Henri de Cumberland, de Louise de Grande-Bretagne, de Frédéric de Grande-Bretagne et de Caroline-Mathilde de Grande-Bretagne. |           |
|          | Caroline de Brunswick (17 mai 1768 - 7 août 1821)                    | - George IV du Royaume-Uni (mariage le 8 avril 1795)     | - Princesse de Galles et comtesse de Chester, duchesse de Cornouailles et de Rothesay (8 avril 1795 - 29 janvier 1820) - Reine du Royaume-Uni et de Hanovre (29 janvier 1820 - 7 août 1821) | - Princesse de la Maison de Brunswick. Fille de Charles-Guillaume de Brunswick-Wolfenbüttel et d'Augusta-Charlotte de Hanovre. - Mère de Charlotte de Galles. |           |

### Maison de Saxe-Cobourg-Gotha, puis Windsor (depuis 1841)[2]
| Portrait | Nom (dates)                                                  | Époux | Titres | Eléments biographiques | Armoiries |
| -------- | ------------------------------------------------------------ | --- | --- | --- | --------- |
|          | Alexandra de Danemark (1er décembre 1844 - 20 novembre 1925) | - Édouard VII du Royaume-Uni (mariage le 10 mars 1863)                                                    | - Princesse de Galles et comtesse de Chester, duchesse de Cornouailles et de Rothesay (10 mars 1863 - 22 janvier 1901) - Reine du Royaume-Uni et des dominions britanniques, impératrice des Indes (22 janvier 1901 - 6 mai 1910)                                                                                    | - Princesse de la Maison de Glücksbourg. Fille de Christian IX de Danemark et de Louise de Hesse-Cassel. - Mère d'Albert Victor de Clarence, de George V du Royaume-Uni, de Louise du Royaume-Uni, de Victoria-Alexandra du Royaume-Uni et de Maud de Galles.             |           |
|          | Mary de Teck (26 mai 1867 - 24 mars 1953)                    | - George V du Royaume-Uni (mariage le 6 juillet 1893)                                                     | - Duchesse d'York (6 juillet 1893 - 9 novembre 1901) - Duchesse de Cornouailles et de Rothesay (22 janvier 1901 - 6 mai 1910) - Princesse de Galles et comtesse de Chester (9 novembre 1901 - 6 mai 1910) - Reine du Royaume-Uni et des dominions britanniques, impératrice des Indes (6 mai 1910 - 20 janvier 1936) | - Princesse de la Maison de Wurtemberg. Fille de François de Wurtemberg et de Marie-Adélaïde de Cambridge. - Mère d'Édouard VIII du Royaume-Uni, de George VI du Royaume-Uni, de Mary du Royaume-Uni, d'Henry de Gloucester, de George de Kent et de John du Royaume-Uni. |           |
|          | Diana Spencer (1er juillet 1961 - 31 août 1997)              | - Charles III du Royaume-Uni (mariage le 29 juillet 1981)                                                 | - Princesse de Galles et comtesse de Chester, duchesse de Cornouailles et de Rothesay (29 juillet 1981 - 28 août 1996) | - Princesse de la Maison Spencer. Fille d'Edward Spencer et de Frances Burke-Roche. - Mère de William de Galles et d'Henry de Sussex. |           |
|          | Camilla Shand (17 juillet 1947)                              | - Andrew Parker Bowles (mariage le 4 juillet 1973) - Charles III du Royaume-Uni (mariage le 9 avril 2005) | - Princesse de Galles et comtesse de Chester, duchesse de Cornouailles et de Rothesay (9 avril 2005 - 8 septembre 2022) - Duchesse d'Édimbourg (9 avril 2021 - 8 septembre 2022) - Reine du Royaume-Uni et des autres royaumes du Commonwealth (8 septembre 2022)                                                    | - Fille de Bruce Shand et de Rosalind Cubitt. - Mère de Thomas Parker Bowles et de Laura Parker Bowles. |           |
|          | Catherine Middleton (9 janvier 1982)                         | - William de Galles (mariage le 29 avril 2011)                                                            | - Duchesse de Cambridge, comtesse de Strathearn et baronne Carrickfergus (29 avril 2011) - Duchesse de Cornouailles et de Rothesay (8 septembre 2022) - Princesse de Galles et comtesse de Chester (9 septembre 2022)                                                                                                | - Fille de Michael Middleton et de Carole Goldsmith. - Mère de George de Galles, de Charlotte de Galles et de Louis de Galles. |           |